# Rainer Erlinger

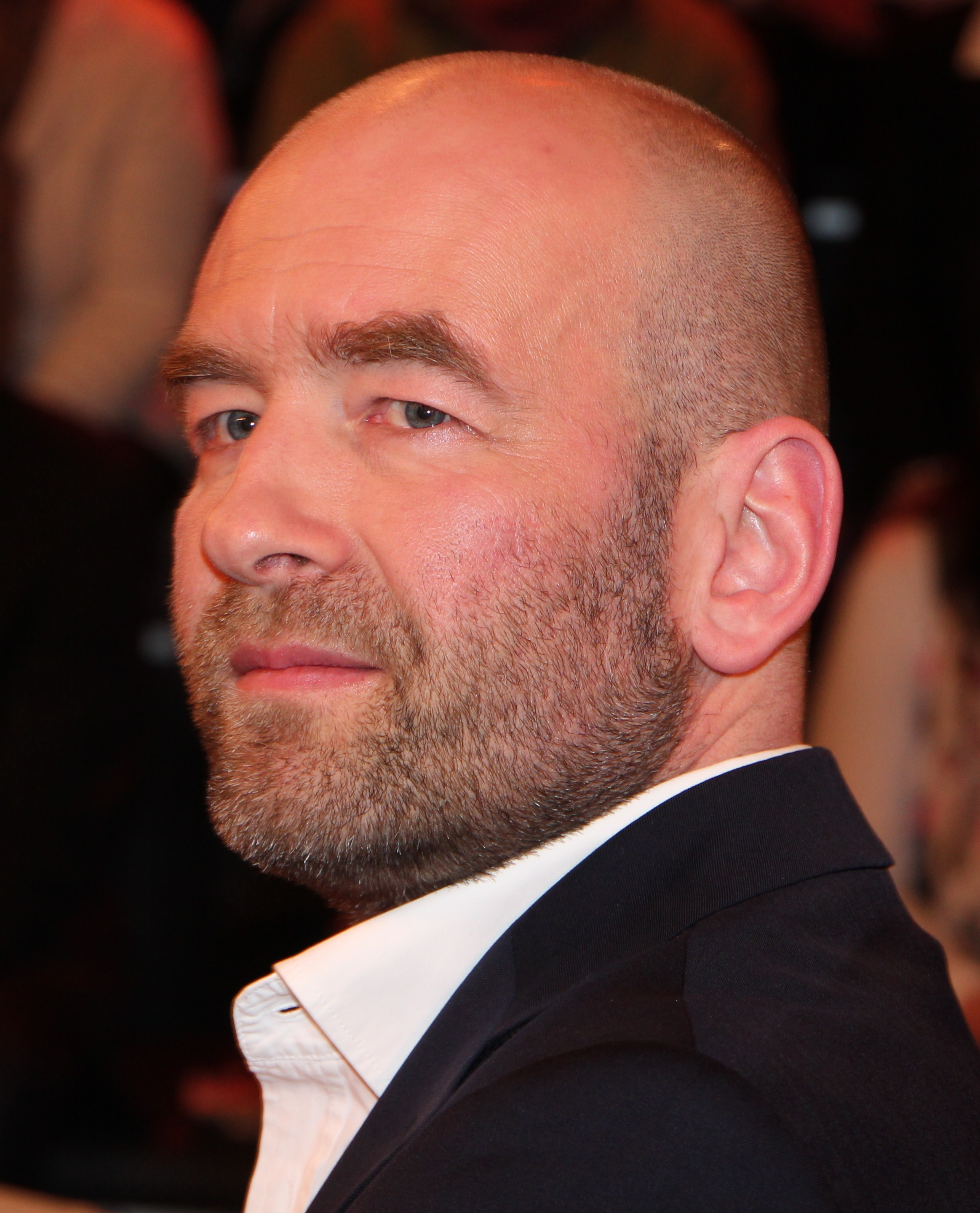
Rainer Erlinger 2011

Rainer Erlinger (* 1965 in Deggendorf) ist ein deutscher Arzt, Jurist, Kolumnist und Autor.

## Leben
Nach dem Abitur studierte Erlinger zunächst Rechtswissenschaften, unterbrach dieses jedoch, um ein Medizinstudium zu beginnen; er wurde 1992 approbiert. Nach dem Studium in München war er zunächst in der Forschung tätig, dann arbeitete er ein Jahr lang in einer Notaufnahme, bevor er sein Jurastudium fortsetzte und beendete.
1995 beendete Erlinger die Arbeit als Mediziner, um sich intensiver auf sein erstes juristisches Staatsexamen vorbereiten zu können. Er arbeitet seit 1999 als Rechtsanwalt in München mit Schwerpunkt Medizinrecht. Er wurde in den Disziplinen Humanmedizin und Rechtswissenschaften promoviert.
Bekannt wurde Erlinger durch die wöchentlich erscheinende Kolumne Die Gewissensfrage, die er von 2002 bis 2018 für das Süddeutsche Zeitung Magazin schrieb. Hier beantwortete er Fragen von Lesern, die sich in einem moralischen Konflikt sehen. Aus der Kolumne entstanden seit 2005 fünf Bücher.
2006 moderierte er die Sendung richtig leben?! im WDR Fernsehen. Hier diskutierte er mit Gästen über moralische Alltagsfragen.
Gemeinsam mit dem Kolumnisten Harald Martenstein (Die Zeit) trat Erlinger 2008 und 2009 regelmäßig im Berliner Deutschen Theater auf. In ihrer Moral-Show diskutierten beide moralische Alltagsfragen und stellten sie dem Publikum zur Abstimmung.
Im Wintersemester 2008/2009 hatte Rainer Erlinger eine Gastprofessur an der philosophisch-sozialwissenschaftlichen Fakultät der Universität Augsburg. Die Vorlesungen erschienen unter dem Titel Nachdenken über Moral als Buch.
Erlinger lebt und arbeitet in Berlin.

## Kritik
2021 wurde Erlinger im Neuen Deutschland und der Die Tageszeitung kritisiert, weil er als Eigentümer vier Mietern eines Hauses in Berlin-Mitte wegen Eigenbedarfs kündigte, um die bisherigen Mietwohnungen in eine durch ihn alleine bewohnte Wohnung mit 240 Quadratmetern Wohnfläche über vier Stockwerke umzuwandeln. Als Begründung gab er an, dass er nicht ausreichend Platz für Bücher und Gäste in seiner bisherigen, 140 Quadratmeter großen Wohnung habe. Besuch müsse deshalb auf einer aufblasbaren Luftmatratze in seinem Arbeitszimmer schlafen. Das Thema wurde ebenfalls von der Satirezeitschrift Titanic aufgegriffen. Mit der letzten im Haus verbliebenen Mieterin schloss Erlinger einen Vergleich über 112.000 Euro.

## Werke
- Gewissensfragen: Streitfälle der Alltagsmoral, aufgeklärt vom Süddeutsche-Zeitung-Magazin. Süddeutsche Zeitung, München 2005, ISBN 3-86615-224-8.
- Lügen haben rote Ohren: Gewissensfragen für große und kleine Menschen. Ullstein, Berlin 2005, ISBN 3-548-36799-2.
- Wenn Sie mich fragen: Rainer Erlinger beantwortet Fragen der Alltagsmoral. Kunstmann, München 2007, ISBN 978-3-88897-469-4.
- Moral. Wie man richtig gut lebt. S. Fischer, Frankfurt am Main 2011, ISBN 978-3-10-017021-7.
- Gewissensbisse. 111 Antworten auf moralische Fragen des Alltags. Fischer Taschenbuch Verlag, Frankfurt am Main 2011, ISBN 978-3-596-18853-6.
- Nachdenken über Moral. Gewissensfragen auf den Grund gegangen. Augsburger Vorlesungen. Fischer Taschenbuch Verlag, Frankfurt am Main 2012, ISBN 978-3-596-18854-3.
- Höflichkeit. Vom Wert einer wertlosen Tugend. S. Fischer, Frankfurt am Main 2016, ISBN 978-3-10-017028-6.
- Darf man Eltern sagen, dass ihre Kinder nerven? Und andere Gewissensfragen aus dem Alltag. Fischer Taschenbuch Verlag, Frankfurt am Main 2016, ISBN 978-3-596-03596-0.
- Wie umwerfend darf ein Lächeln sein? 111 Gewissensfragen rund um die Liebe und das Leben. Fischer Taschenbuch Verlag, Frankfurt am Main 2018, ISBN 978-3-596-03694-3.
- Warum die Wahrheit sagen? Duden, Berlin 2019, ISBN 978-3-411-75633-9.